# 白雨
白雨（5月20日—），中国女演员，籍贯为黑龙江，在影视剧主要出演一些配角。

## 电视剧
以下为拍摄时间
- 2004年 
  - 《大唐芙蓉园》 饰：芸儿 导演：周晓文
- 2005年 
  - 《好人李成功》/《张家长李家短》饰：李小兰 导演：杨国栋
  - 《巡城御史鬼难缠》/《巡城域使》 饰：翠翠 导演：吴晓耕
- 2006年 
  - 《大明玉玺》 饰：茹梦 导演：郑基成
- 2007年
  - 《那些迷人的往事》饰：孙雁 导演：李小龙
  - 《城里的月光》饰：温丽颖 导演：曹东
  - 《敌营十八年》饰：刘忆梅 导演：林峰
- 2008年
  - 《母仪天下》 饰：丁姬 导演：黄建中
  - 《事故科故事》饰：杜玲玲 导演：英壮
  - 《敌营十八年2》饰：刘忆梅 导演:桑华
  - 《风雨雕花楼》 饰：阿九妹 导演：马鲁剑
- 2009年
  - 《女神捕》 饰：杨小楼 导演：司小冬
- 2010年
  - 《天地姻缘七仙女》 饰：七公主紫儿 导演：霍耀良
  - 《边城汉子》 饰：刘翠翠 导演：马鲁剑
  - 《抗日奇侠》 饰：童可心 导演：刘仕裕
  - 《永不磨灭的番号》 饰：小北平 导演：徐纪周
- 2011年
  - 《天下无贼》 饰：四姑娘 导演：侯咏
- 2015年
  - 《嫂子·嫂子》 饰：
- 2016年
  - 《美人私房菜之玉蝶传奇》 饰：呂妃 导演：梁辛全、劉嘉靖

## 电影
- 2008年
  - 《大明宫》 饰：杨贵妃 导演：金鐵木
- 2009年
  - 《我和你》 客串：售楼经理

## 广告
- 《雪域红花》化妆品、形象代言
- 《李宁运动服》
- 《香港布莱迪》科技电子、形象代言
- 《翡仕时尚》杂志
- 《目标》软件
- 《时尚化妆》杂志
- 《361 运动装》
- 《平安奥运》公益广告